# St-Étienne (Fosses)

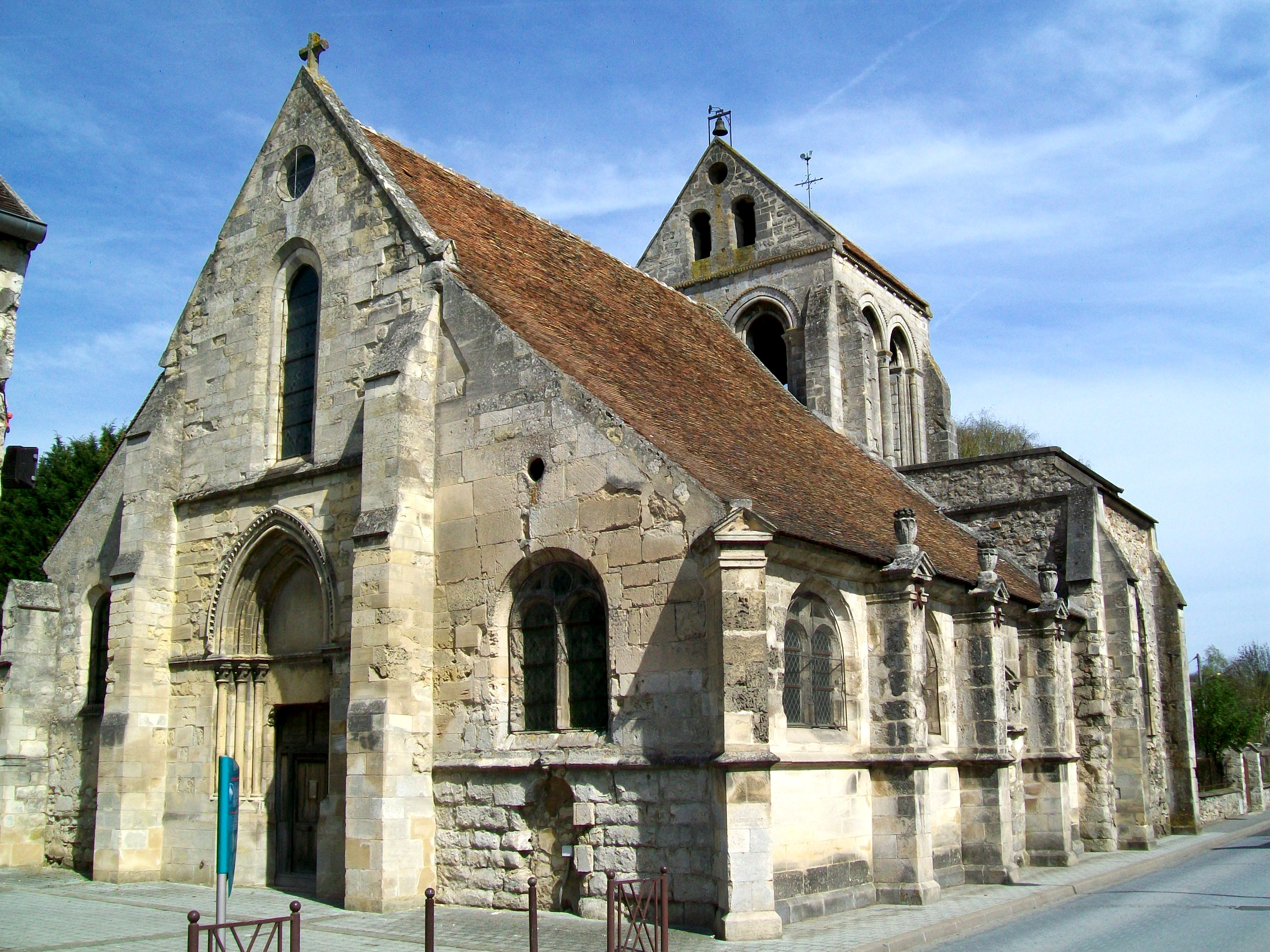
Pfarrkirche Saint-Étienne, Ansicht von Westen

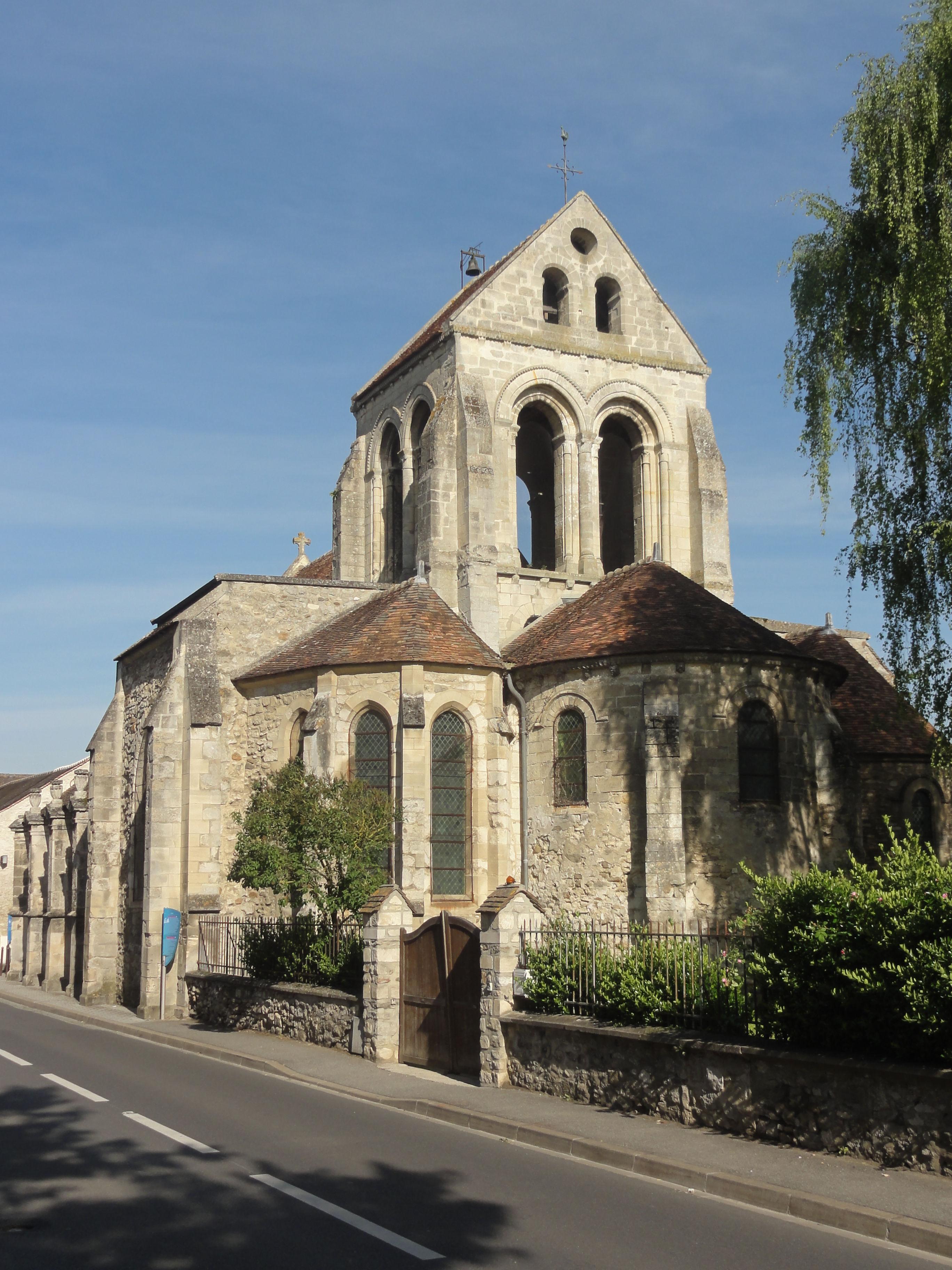
Ansicht von Osten

Die katholische Pfarrkirche Saint-Étienne in Fosses, einer Gemeinde im Département Val-d’Oise in der französischen Region Île-de-France, wurde in der zweiten Hälfte des 12. Jahrhunderts am Übergang von der Romanik zur frühen Gotik errichtet. Die Kirche ist nicht dem Heiligen und Märtyrer Stephanus geweiht, sondern dem Papst Stephan I., der im 3. Jahrhundert gelebt hat und von dem Reliquien in der Kirche verehrt werden. 1913 wurde die Kirche als Monument historique in die Liste der Baudenkmäler in Frankreich aufgenommen.

## Geschichte
Bei Ausgrabungen im Umfeld der Kirche stieß man auf Reste von Wohnhäusern aus  karolingischer Zeit, die eine Besiedlung des Ortes bereits im Frühen Mittelalter belegen. Der Baubeginn der heutigen Kirche wird um 1170 datiert. Als erstes wurden der Chor und der Glockenturm errichtet, anschließend die beiden Apsiskapellen und das Querhaus. Nach der Fertigstellung des Langhauses gegen Ende des 12. Jahrhunderts war der Bau abgeschlossen.
Noch im 12. oder im frühen 13. Jahrhundert durchbrach man die Nordwand des Langhauses und fügte ein Seitenschiff an. Von diesem sind heute nur noch die Säulen mit ihren Kapitellen und quadratischen Kämpfern erhalten. Das nördliche Seitenschiff selbst wurde zwischen 1390 und 1420 wieder neu aufgebaut. In dieser Zeit entstand vermutlich auch das heutige Hauptportal. Im 16. Jahrhundert wurde das südliche Seitenschiff errichtet.

## Architektur

### Außenbau
Das Chorhaupt mit seinen drei Apsiden ist – wie der Glockenturm – noch von der Romanik geprägt. Unter dem Dachansatz der Hauptapsis verläuft ein auf Kragsteinen aufliegendes Gesims.
In der Mitte der Westfassade, eingebettet zwischen zwei Strebepfeilern, öffnet sich das von einem leicht überhöhten Spitzbogen überfangene gotische Hauptportal. Es wird von schlanken, hochansetzenden Säulen gerahmt, die mit Blattkapitellen verziert sind. Die Kämpferplatten sind mit einem Diamantfries versehen, der sich unter dem schmucklosen Tympanon und über das Portal hinaus fortsetzt. Die Archivolten sind mit Rundstäben besetzt, die äußere Archivolte weist einen Blattdekor auf.
Die Strebepfeiler des südlichen Seitenschiffs sind im Stil der Renaissance von Ziergiebeln mit Flammenvasen bekrönt. Zwischen zwei Jochen kann man ein heute zugemauertes Portal erkennen, über dem ein Dreiecksgiebel angebracht war, darunter drei leere Nischen und zwei skulptierte Steinplatten.

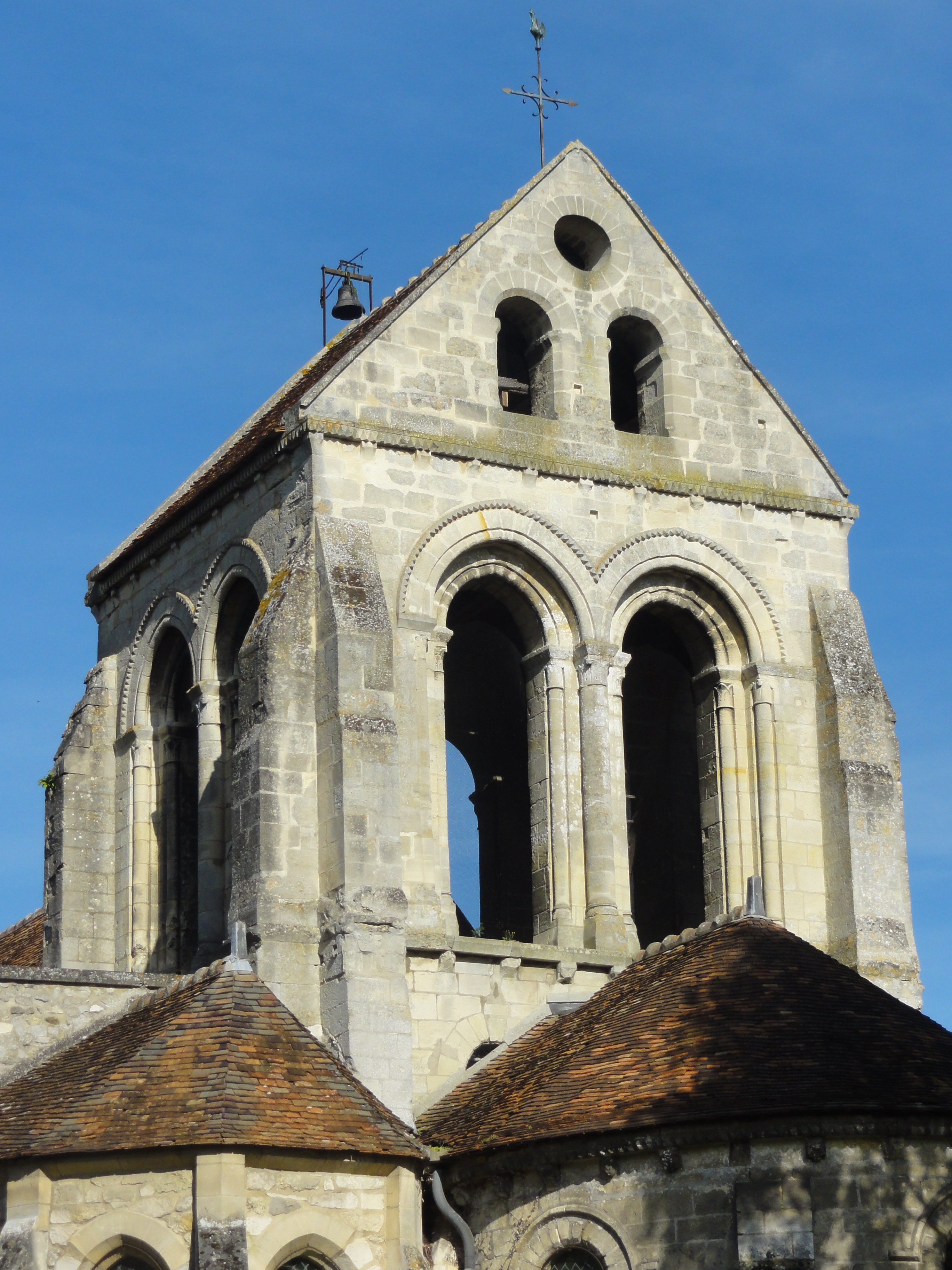
Glockenturm
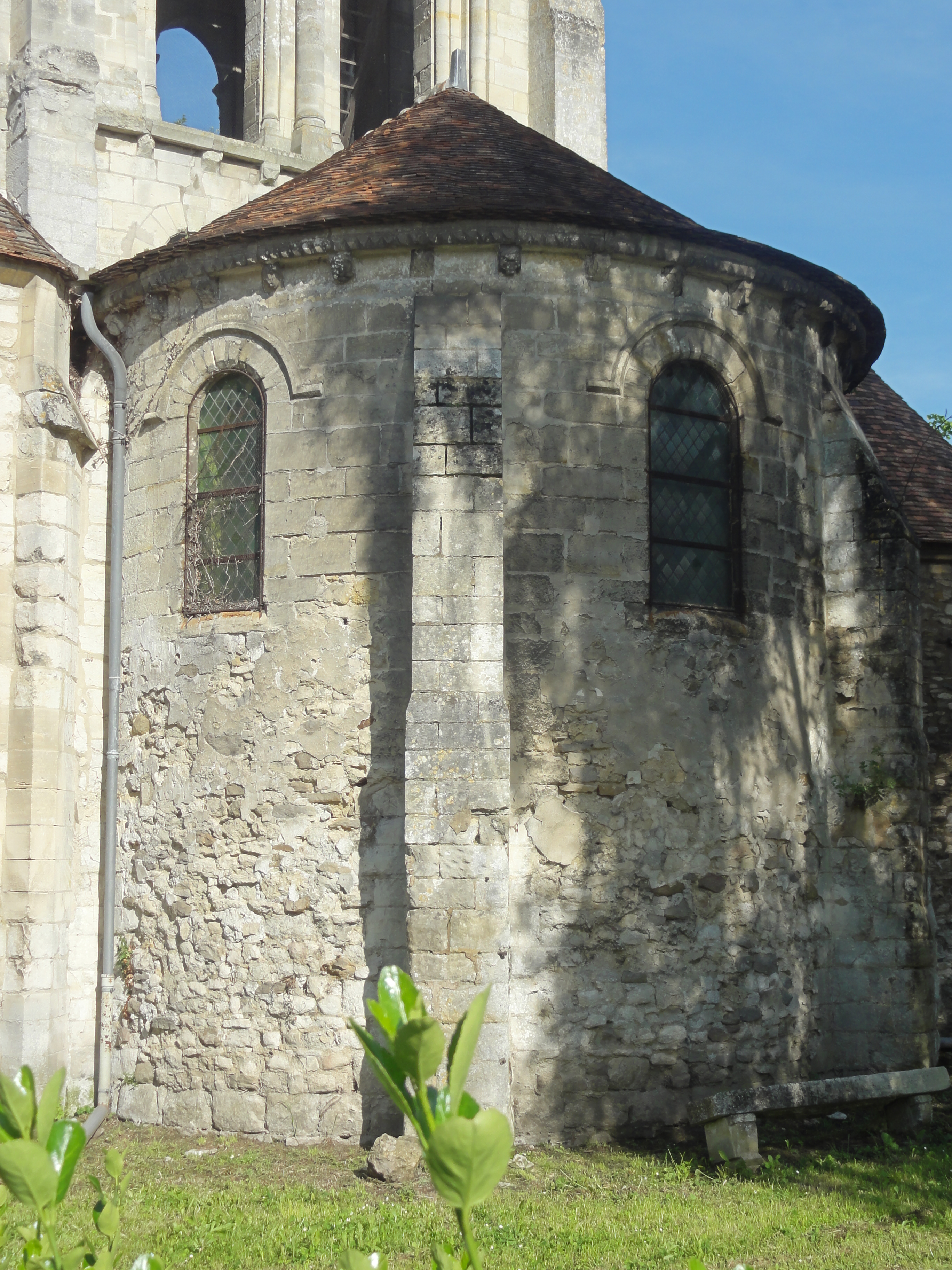
Apsis
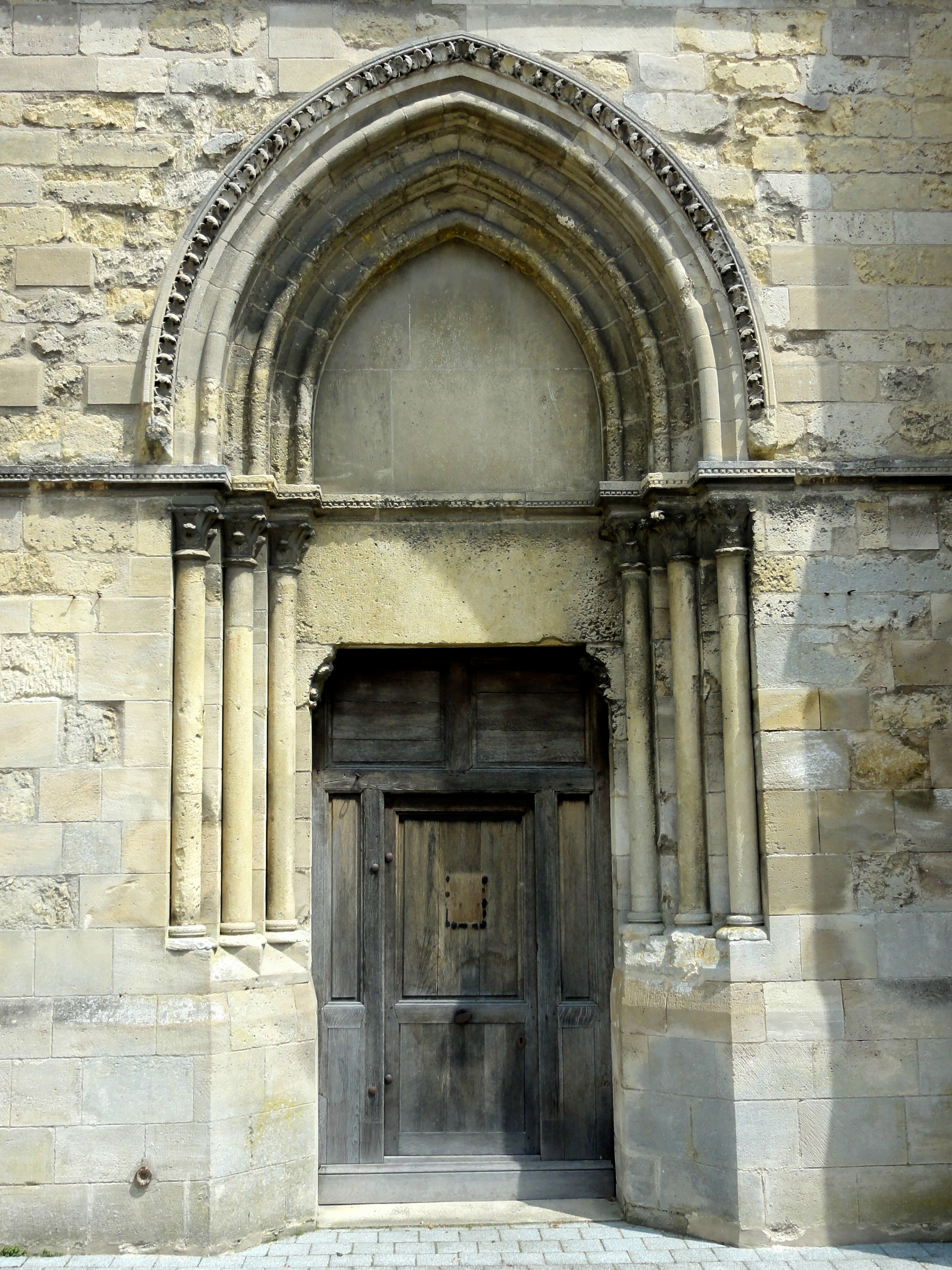
Hauptportal
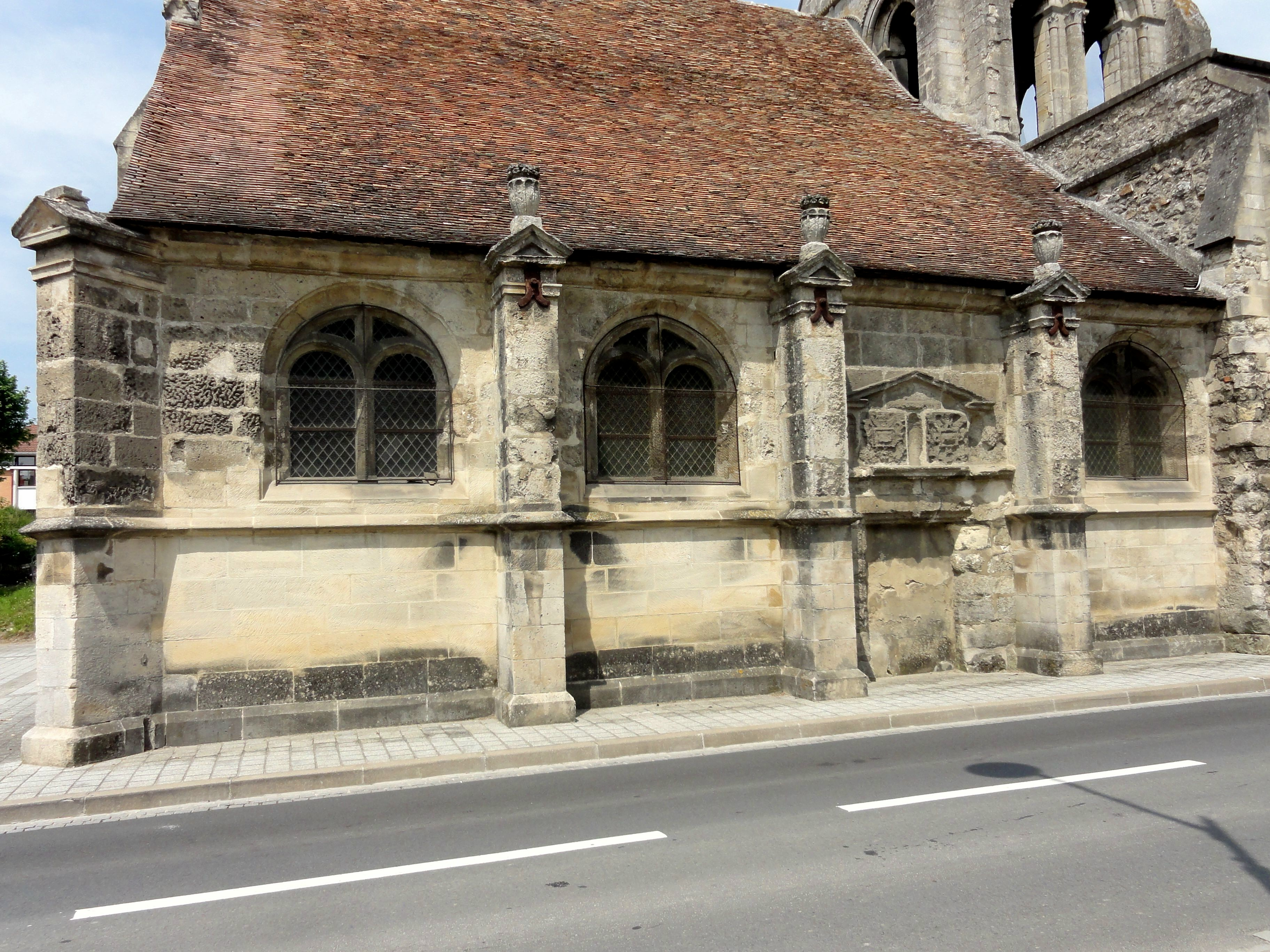
Südseite

### Innenraum
Im Hauptschiff, das von einem offenen Dachstuhl gedeckt wird, öffnen sich hohe Spitzbogenarkaden zu den Seitenschiffen. Man kann noch die Öffnungen der Oberfenster erkennen, die man später zumauerte, da sie durch die Dächer der Seitenschiffe verdeckt wurden. Die Seitenschiffe sind mit Kreuzrippengewölben gedeckt. Das Gewölbe des nördlichen Seitenschiffs war mit Abhänglingen verziert, die allerdings nicht mehr erhalten sind.

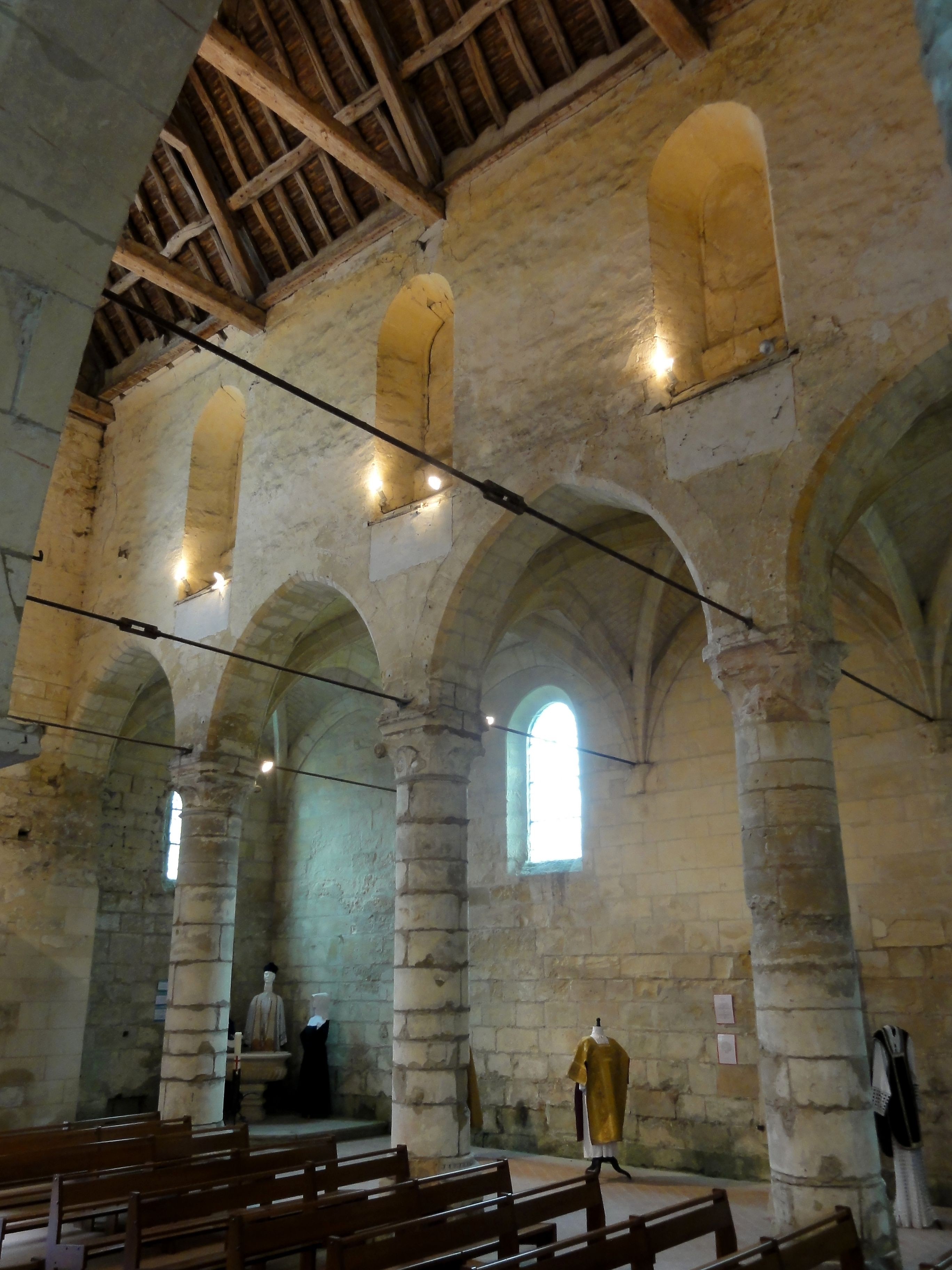
Nördliches Seitenschiff
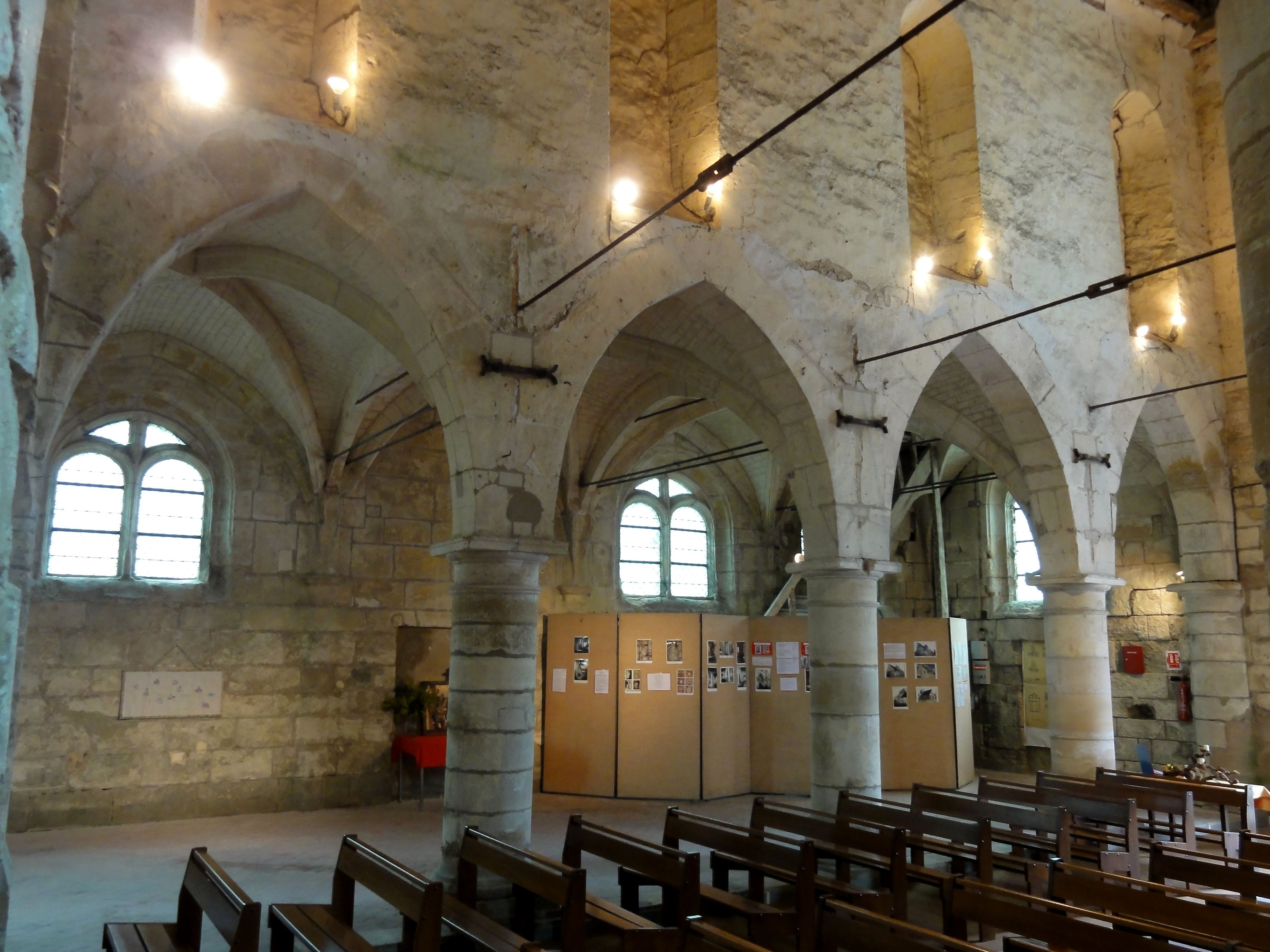
Südliches Seitenschiff
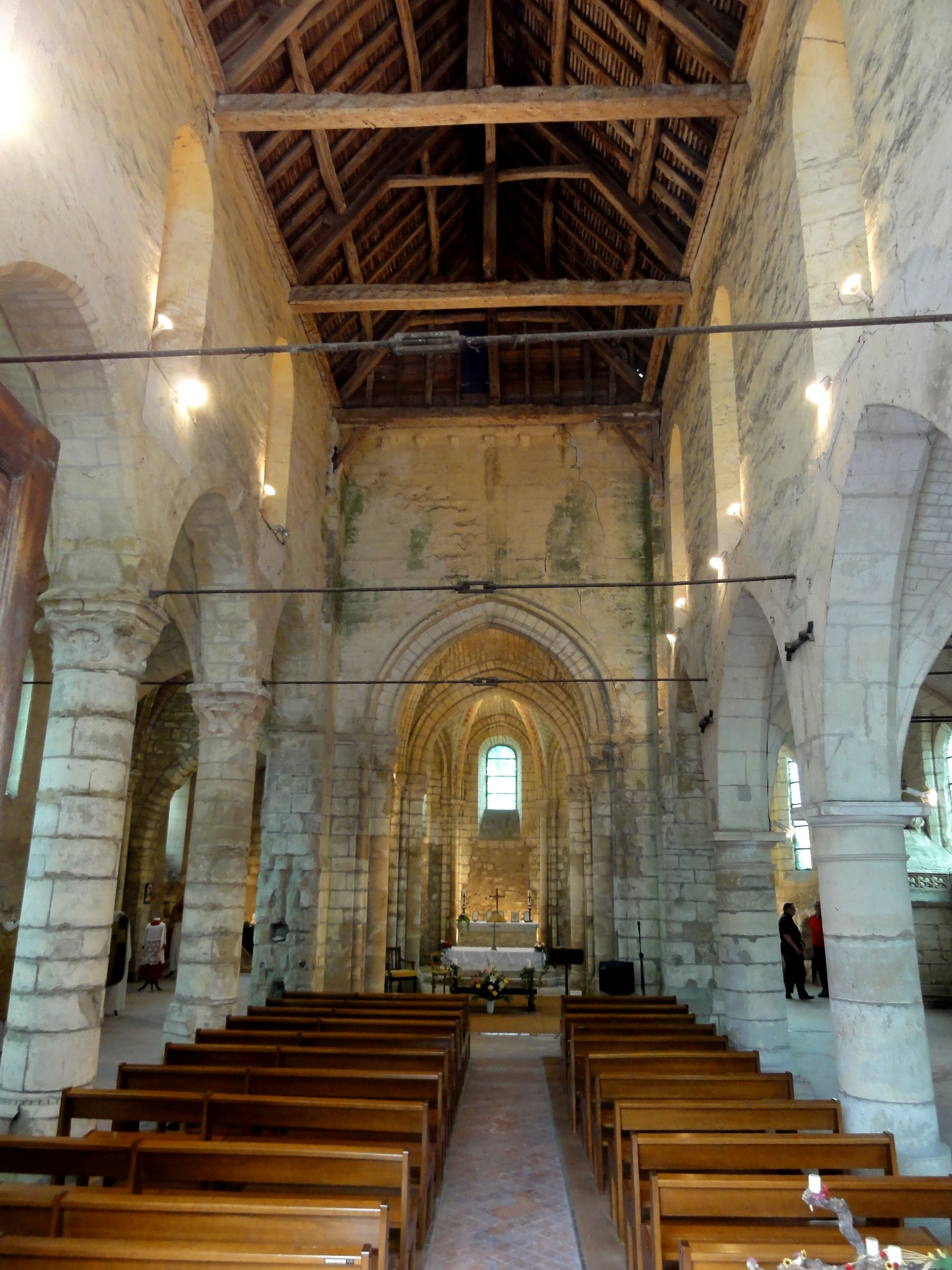
Mittelschiff
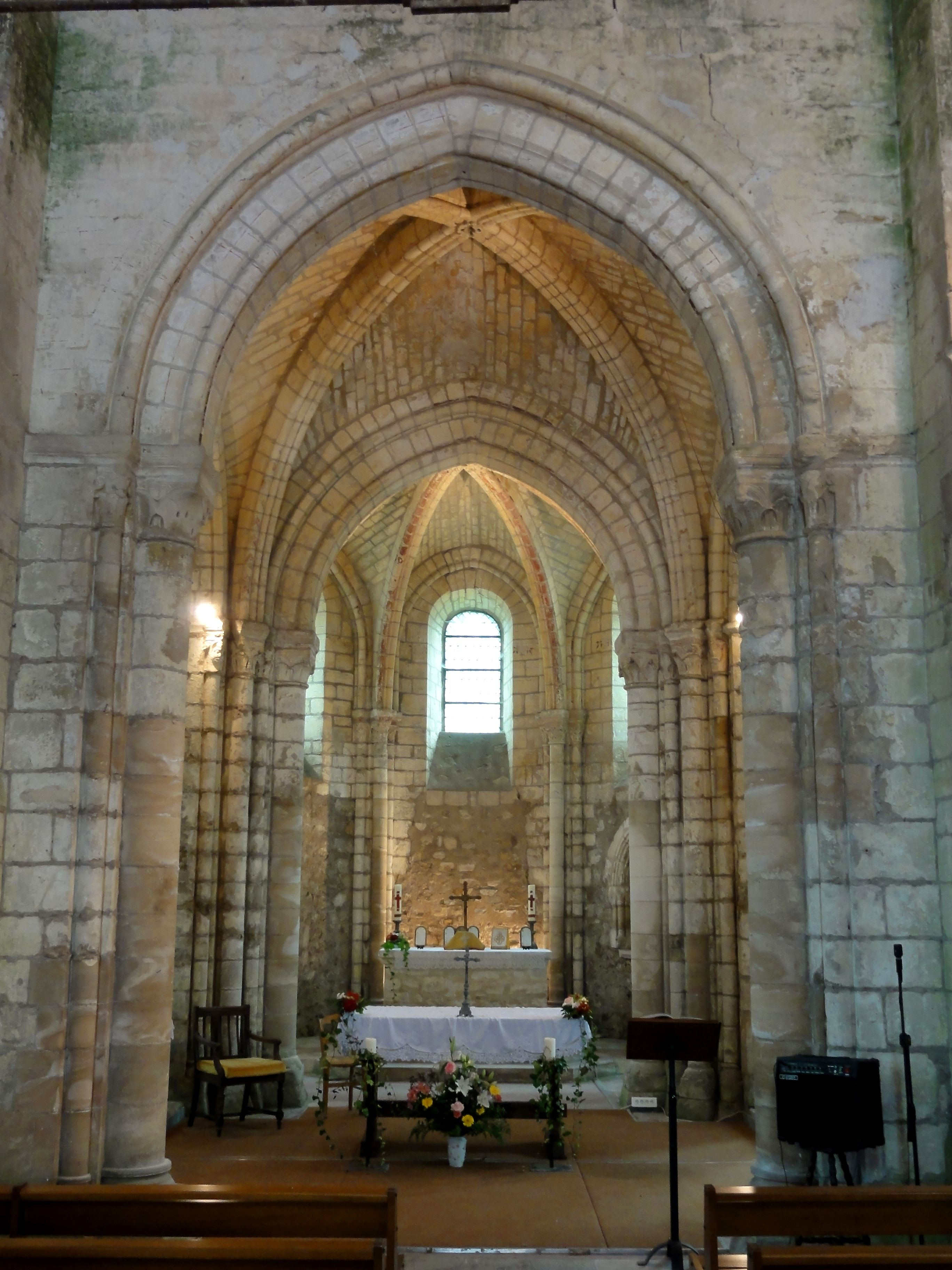
Vierung und Chor

## Ausstattung

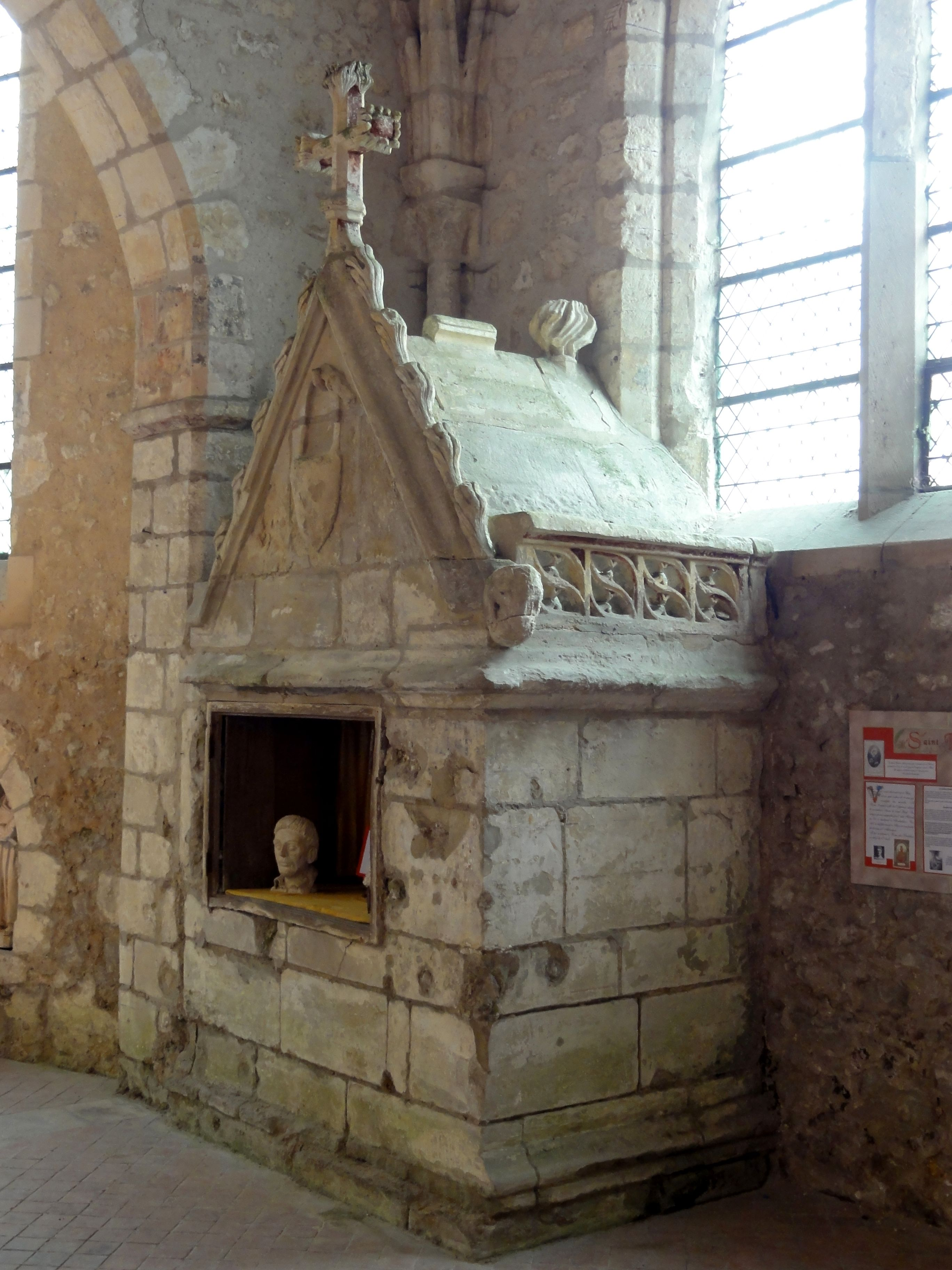
Reliquienschrein

- Die Steinskulptur einer Jungfrau mit Kind wird ins 14. Jahrhundert datiert.[2] Der Jesusknabe spielt mit der rechten Hand mit dem Schleier seiner Mutter, in der linken Hand hält er eine Taube.
- An das südliche Querhaus angebaut ist ein steinerner Reliquienschrein im Stil der Flamboyant-Gotik. Er stammt aus dem 15. Jahrhundert und enthielt neben anderen Reliquien die des Papstes Stephan I., des Schutzpatrons der Kirche.[3]